# 汪士鋐
汪士鋐（1658年—1723年），字文升，號退谷，又號秋泉，江南長洲（今江蘇蘇州）人。

## 生平
少时好读书，文章下笔立成。喜漫游，入京師，为士大夫誉叹。康熙二十二年中顺天副榜，康熙二十三年，召对行在。二十五年考授镶黄旗教习。康熙三十六年（1697年）會元，选庶吉士，散館授編修，入直南書房。四十二年丁父憂。康熙四十四年，朝廷召校刊刻《全唐诗》，以服喪未赴，四十六年，始入扬州诗局。官至中允。雍正元年（1723）卒於京師日南坊第。

## 著作
工書法，名公碑版多出其手，李玉棻稱之“為國初第一家”，與姜宸英並稱“姜汪”，又與笪重光、姜宸英、何焯并称康熙四大家。
編有《瘞鶴銘考》、《全秦藝文志》、《長安宮殿考》等。有《秋泉居士集》。修纂《佩文韻府》、《全唐詩》、《淵鑑類函》等書。

## 杂说
袁枚《子不語》第十三卷记载徽州人汪日衡夢行天榜，得知會元汪士鋐之事。